# Paul Segers
Paul Antoine Marie Norbert Segers (* 12. Oktober 1870 in Antwerpen, Provinz Antwerpen, Belgien; † 2. Februar 1946 ebenda) war ein belgischer Politiker der Katholischen Partei.

## Biografie
Nach dem Schulbesuch studierte er Rechtswissenschaft und war nach der Promotion zum Doktor der Rechtswissenschaften als Rechtsanwalt tätig.
Seine politische Laufbahn begann er als Kandidat der Katholischen Partei 1900 mit der erstmaligen Wahl zum Mitglied der Abgeordnetenkammer, in der er bis 1925 die Interessen des Arrondissements Antwerpen vertrat.
1912 wurde er von Premierminister Charles de Broqueville zum Minister für Schifffahrt, Post und Telegrafie in dessen Kabinett berufen. Nach einer Kabinettsumbildung wurde er 1914 zusätzlich Eisenbahnminister und übte diese Funktionen bis zum Ende von de Broquevilles Amtszeit am 1. Juni 1918 aus.
Für seine politischen Verdienste wurde er am 21. November 1918 mit dem Ehrentitel Staatsminister ausgezeichnet. Nach seinem Ausscheiden aus der Abgeordnetenkammer wurde er 1925 zum Mitglied des Senats kooptiert.
| Personendaten    | Personendaten                                           |
| ---------------- | ------------------------------------------------------- |
| NAME             | Segers, Paul                                            |
| ALTERNATIVNAMEN  | Segers, Paul Antoine Marie Norbert (vollständiger Name) |
| KURZBESCHREIBUNG | belgischer Politiker                                    |
| GEBURTSDATUM     | 12. Oktober 1870                                        |
| GEBURTSORT       | Antwerpen, Provinz Antwerpen, Belgien                   |
| STERBEDATUM      | 2. Februar 1946                                         |
| STERBEORT        | Antwerpen, Provinz Antwerpen, Belgien                   |